# Matrilokalität

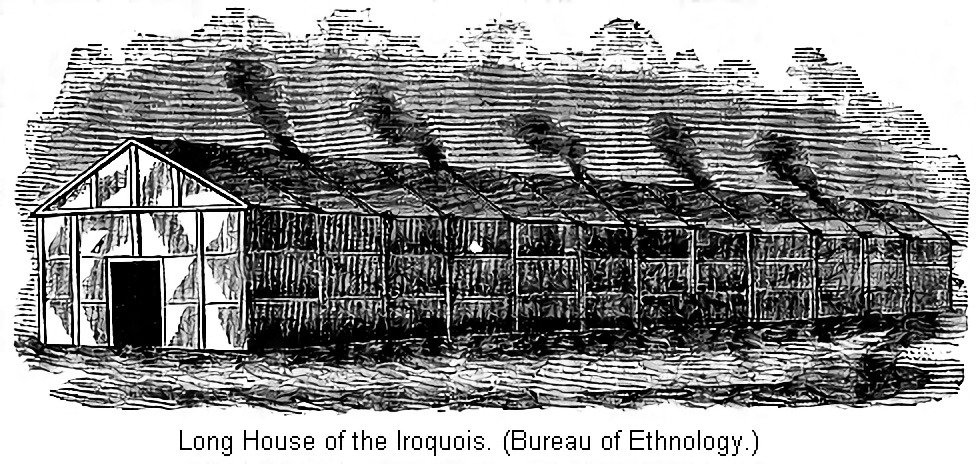
Langhaus der matrilinearen Irokesen, Unterkunft für etwa 500 Personen (USA 1885)

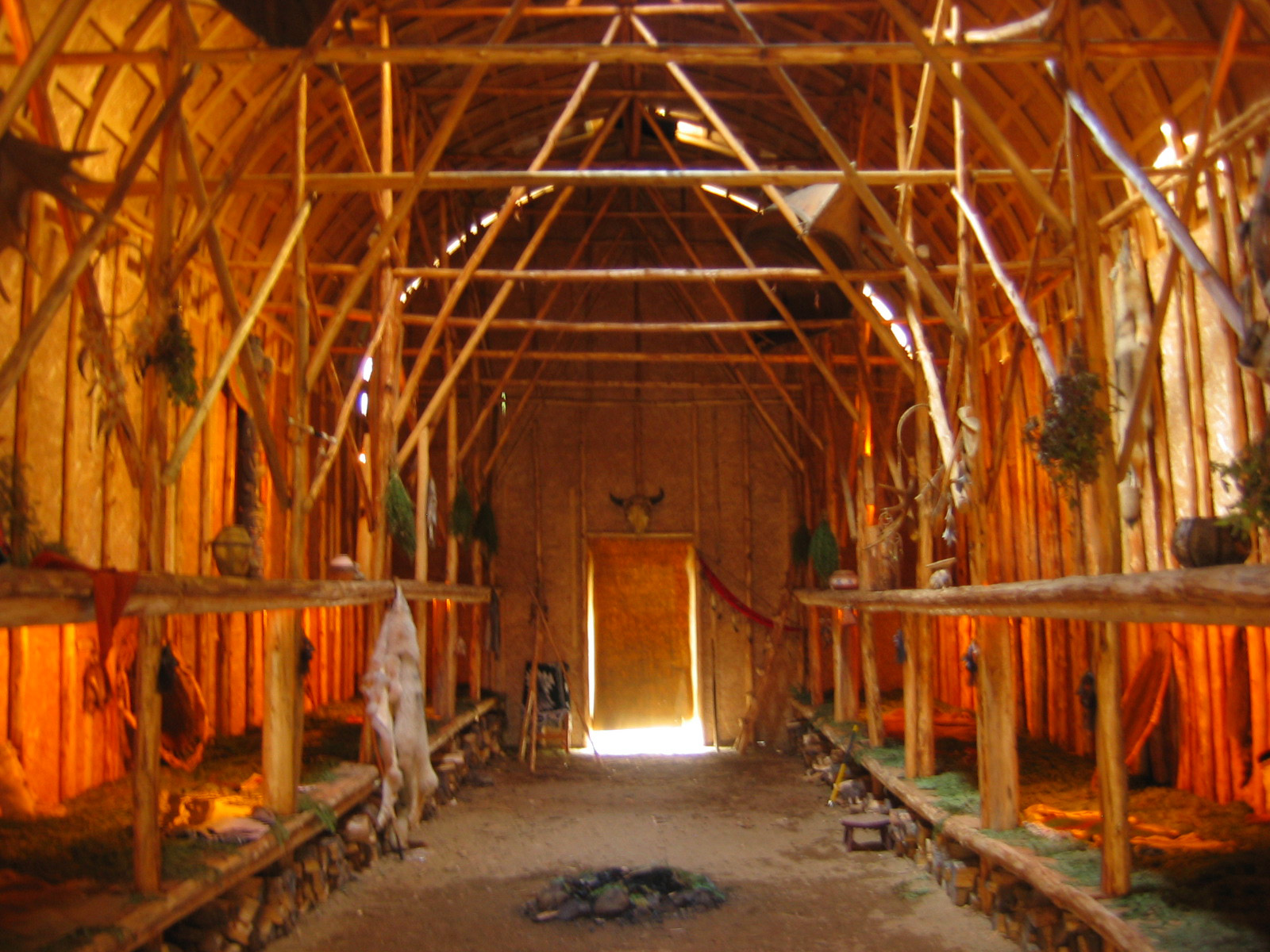
Innenansicht eines Langhauses (Mokotakan-Freilichtmuseum, kanadische Provinz Québec 2007)

Matrilokalität (lateinisch mater „Mutter“, locus „Ort“: Wohnsitz bei der Mutter) bezeichnet in der Ethnosoziologie eine Wohnfolgeordnung (Residenzregel), bei der ein Ehepaar nach der Heirat seinen Haushalt am Wohnort der Mutter eines der beiden Ehepartner einrichtet, der andere Partner zieht hinzu. Die frühe Sozialanthropologie verstand darunter das Wohnen bei der Mutter der Ehefrau.
Uxorilokalität („am Ort der Ehefrau“) ist allgemeiner gefasst und bezeichnet die Einrichtung des ehelichen Wohnsitzes bei der Ehefrau, ihrer Mutter, Familie oder am Ort ihrer Abstammungsgruppe (Lineage, Clan), der Ehemann zieht hinzu. Uxorilokal wird mit der Bedeutung „mit oder nahe der Familie der Frau“ dem missverständlichen matrilokal vorgezogen. Die Bezeichnung uxori-lokal ist vom lateinischen uxor „Ehefrau“ abgeleitet („Frau“: mulier), während sich die männliche Entsprechung viri-lokal von vir „Mann“ ableitet („Ehemann“: maritus), eine Widerspiegelung der weiblichen Unterordnung in der römischen Ehe.
Frauenzentrierte Residenzregeln finden sich weltweit bei 32 Prozent aller matri-linearen, nur nach der Mütterlinie geordneten Ethnien und indigenen Völkern, die ihrerseits 13 Prozent der erfassten 1300 Ethnien ausmachen, insbesondere aber in Südostasien und Nordamerika. In ihnen bleiben die engen Beziehungen zwischen der Ehefrau, ihren Schwestern, ihrer Mutter und deren Schwestern (Tanten) bestehen, während die Familie des Ehemannes nicht als verwandt angesehen wird. Gewöhnlich bilden Mütter, Schwestern und Töchter eine Kerngruppe. Diese Zentrierung auf die Mutter wird auch als Matrifokalität bezeichnet (von Fokus im Sinne von ‚Mittelpunkt des Interesses‘), um auf die Frau als zentrale Figur der Familie, der Haushaltsidentität und der Kontinuität hinzuweisen, wobei der Vater oft nicht vorhanden ist oder eine sehr geringe Bedeutung hat. Die frauenzentrierten Kerngruppen können verbunden sein in umfangreichen Matri-Lineages, innerhalb derer sich alle Verwandtschaftsbeziehungen von einer gemeinsamen ursprünglichen Stammmutter herleiten. Alle Ehemänner bleiben ihrer eigenen Familie zugerechnet, sei diese matrilinear geordnet oder patri-linear nach der Väterlinie. Weltweit findet sich nur eine Ethnie mit patri-linearer Abstammungsregel, aber matri-lokaler Wohnfolgeregel.
Avunkulokalität („am Ort des Mutterbruders“) bezeichnet die Wohnsitznahme beim Onkel des Ehemannes: beim Bruder seiner Mutter. Auch diese Residenzregel findet sich nur bei matrilinearen Gesellschaften; der spiegelverkehrte Fall, dass ein Ehemann zum Mutterbruder seiner Ehefrau zieht, kommt praktisch nicht vor. 38 Prozent aller matrilinearen Ethnien wohnen avunku-lokal, diese Residenzregel hält die über die gemeinsame Abstammung miteinander verbundenen Männer zusammen und zerstreut die matrilinear verbundenen Frauen räumlich. Mutterbrüder und Schwestersöhne bilden hier den Kern der Wohneinheit. Die Schwestersöhne kommen zwar im Haus des Mutterbruders des Ehemannes der Schwester zur Welt; als Jugendliche oder Erwachsene verlassen sie jedoch diesen Haushalt und wohnen fortan bei ihrem eigenen Mutterbruder (Oheim). Die avunkulokale Regel wird manchmal in der Fachliteratur im Sinne von „am Ort des Mutterbruders der Ehefrau“ verstanden, dorthin wechseln erwachsene Kinder auch oft, weil sie sich nicht als Teil der Familie ihres Vaters verstehen, sondern ihrer mütterlichen Linie folgen. Deshalb gilt Avunkulokalität als frauenzentrierte Wohnregel, denn der Wohnsitz beim Bruder der Mutter des Ehemannes leitet sich von dessen Mütterlinie ab. Allerdings ist Avunku-Lokalität nicht direkt mit der sozialen Vaterschaft des Avunkulats verbunden, die besonders bei der nato-lokalen Wohnfolge (getrennter Wohnsitz „am Geburtsort“) praktiziert wird.

## Residenzmuster
Das in der Praxis vorgefundene Residenzmuster der Wohnsitzwahl kann von der kulturellen Norm der in einer Gesellschaft üblichen Residenzregel abweichen. In der Gegenwart wird in vielen Ethnien mit traditionell frauenzentrierten Wohnfolgeregeln die moderne Lebensform der Kernfamilie bevorzugt und ein neuer Wohnsitz gegründet (Neolokalität), vor allem in Städten (siehe die matrilinearen Minangkabau auf Sumatra), oder Ehefrauen ziehen zur Familie ihres Ehemannes (Patrilokalität). Oft hat dies wirtschaftliche Gründe, beispielsweise die Abhängigkeit von Arbeitsplätzen.

## Residenz und Deszendenz
Auswertungen der Datensätze von rund 1200 Ethnien des Ethnographischen Atlas
ergaben folgende Verteilungswerte für die Wohnfolgeregeln (Residenz) bei Gesellschaften mit einer matrilinearen Abstammungsregel (Deszendenz):
- 13 Prozent aller Ethnien weltweit ordnen ihre Abstammung matri-linear, nur nach der Mütterlinie (164 Gesellschaften):
  - 37,8 Prozent wohnen avunku-lokal beim Mutterbruder des Ehemannes
  - 32,3 Prozent wohnen uxori/matri-lokal bei der Ehefrau, ihrer Mutter, Familie, Abstammungsgruppe (Lineage) oder Clan
  - 18,3 Prozent wohnen viri/patri-lokal beim Ehemann oder seinem Vater
  - 11,6 Prozent wohnen vor allem nato-lokal (getrennt „am Geburtsort“ verbleibend) oder neo-lokal (Wohnsitz „am neuen Ort“)

Während sich bei matrilinearen Völkern alle verschiedenen Möglichkeiten der Residenzwahl finden, richten nach der Väterlinie organisierte Völker den ehelichen Wohnsitz fast ausschließlich beim Mann ein.
Die Sozialanthropologin Gabriele Rasuly-Paleczek merkt allerdings 2011 an: „Heute wird diese Bezugnahme auf die Deszendenzsysteme meist abgelehnt und daher auch dafür plädiert, die Termini patri- bzw. matri-lokal nicht zu verwenden. […] Insgesamt gibt es in der Ethnosoziologie trotz umfangreicher Definitions- und Präsisierungsvorschläge noch immer keine einheitliche Klassifikation der verschiedenen Residenzformen.“ Eindeutiger sei „Virilokalität: bei Verwandten des Ehemannes – Uxorilokalität: bei Verwandten der Ehefrau“.